# Alex Greenwood
Alex Greenwood (Bootle, 7 september 1993) is een voetbalspeelster uit Engeland. Ze speelt als verdediger voor Manchester City WFC in de Super League.

## Clubcarrière
Greenwood voegde zich op zesjarige leeftijd in de jeugdopleiding van Everton FC. In eerste instantie trainde ze iedere week eenmalig mee in Netherton en doorliep deze volledig alvorens ze haar eerste profcontract tekende in 2015. Greenwood maakte haar debuut voor de club uit Liverpool in een Champions League 2010/11 kwalificatieduel tegen KÍ uit de Faeröer. Everton wist deze wedstrijd met 6-0 te winnen. Twee dagen later benutte Greenwood in de 80ste minuut een penalty tegen  het Macedonische team FK Borec, waarmee ze met haar eerste doelpunt bijdroeg aan de 10-0 overwinning op de club. In november 2012 werd Greenwood uitgeroepen tot FA Young Player of the Year tijdens de The Football Association vrouwen voetbalprijzen.

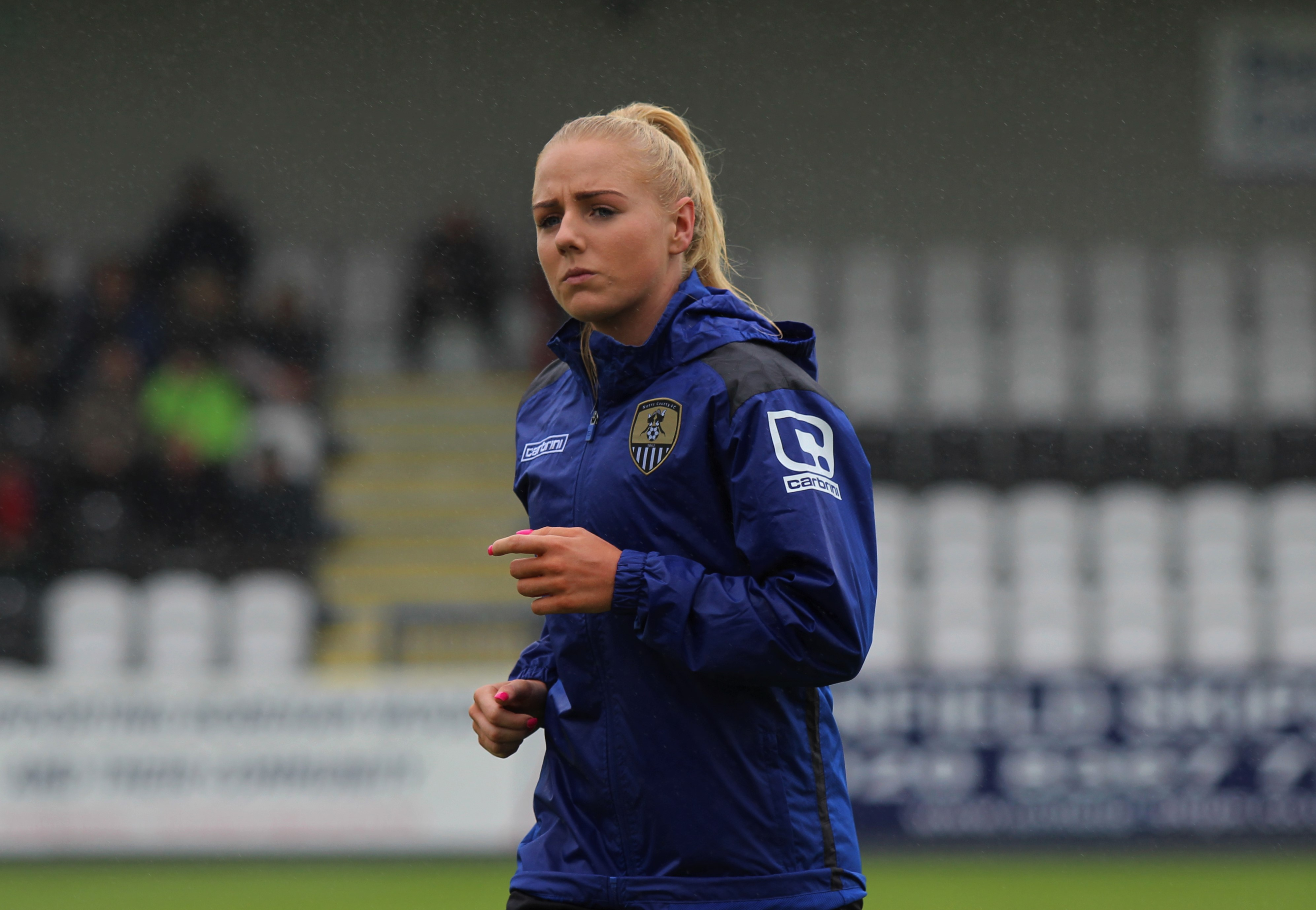
Greenwood tijdens de warming up van Notts County voorafgaand aan een wedstrijd tegen Arsenal in 2015.

Greenwood kwam ook met Everton in het seizoen 2013/14 uit in de FA Women's Cup finale die met 2-0 werd verloren tegen Arsenal WFC. Ondanks het behalen van de bekerfinale, ging het in de Super League minder en degradeerde Everton uit deze competitie aan het einde van het seizoen. Om haar kansen op deelname aan het WK 2015 in leven te houden, tekende Greenwood een contract bij Notts County voor twee jaar. Everton wilde graag Greenwood verhuren zodat ze kon terugkeren zodra de club weer was gepromoveerd naar de Super League, maar kreeg nul op het rekest.
Na een seizoen bij Notts County, voegde Greenwood zich in januari 2016 bij Liverpool. Ze kwam twee seizoen uit voor de club. Haar eerste doelpunt in dienst van Liverpool was uit een penalty tegen Sunderland. Na het seizoen 2017/18 verliet Greenwood de club. Ze kwam 44 keer in actie, waarin ze zes doelpunten maakte.

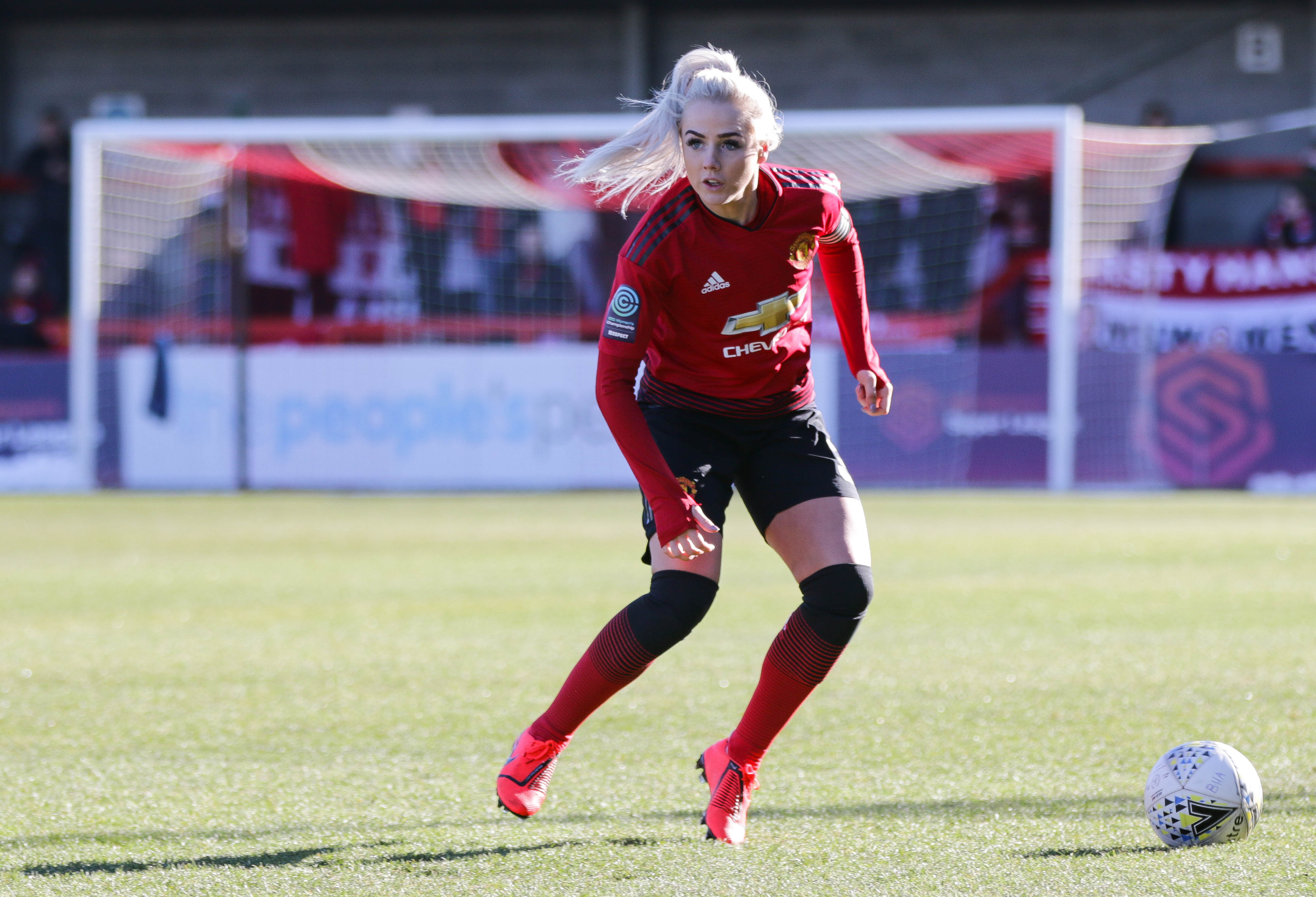
Greenwood in een wedstrijd voor Manchester United tegen Brighton & Hove Albion in 2019

Op 13 juli 2018 werd bekend dat Greenwood zich bij Manchester United voegde. Ze werd gelijk benoemd tot aanvoerder. Ze maakte haar debuut voor de club in een League Cup wedstrijd tegen haar voormalige club Liverpool op 19 augustus 2018.
Op 20 september 2018 maakte Greenwood haar debuut in de Championship in een 3-0 overwinning op Sheffield United. Ze maakte haar eerste doelpunt voor Manchester United vanaf de penaltystip in een 5-0 uitoverwinning op Crystal Palace. Greenwood hielp haar ploeg aan de eerste plaats in de Championship, waarmee Manchester United promoveerde naar de Super League in haar debuutseizoen.
Op 4 augustus 2019 maakte Manchester United bekend dat het een akkoord had bereikt met de Franse topclub Olympique Lyon over de overgang van Greenwood. Lyon bevestigde op 8 augustus 2019 een transfersom van €40,000, plus €20,000 aan bonussen neer te hebben gelegd voor de komst van Greenwood. Op 24 augustus 2019 maakte Greenwood haar competitiedebuut in een 6-0 thuisoverwinning op Olympique Marseille. Greenwood maakte op 30 augustus 2020 haar eerste optreden in de Champions League sinds 2010, door in te vallen voor Eugénie Le Sommer in een 3-1 overwinning op VfL Wolfsburg waarmee Olympique Lyon opnieuw de Champions League op haar naam schreef. Ze kwam 17 wedstrijden uit voor Olympique Lyon, waarin ze diverse nationale prijzen en de Champions League had gewonnen.
Op 9 september 2020 keerde Greenwood terug naar Engeland door een driejarig contract te tekenen bij Manchester City. In een van haar eerste wedstrijden kwam ze in actie in de FA Cup finale in Wembley Stadium op 1 november 2020. Door haar oude club Everton met 3-1 te verslaan, wist Greenwood haar eerste prijs te pakken in dienst van de Citizens. In haar tweede wedstrijd in het seizoen 2023/24 kreeg Greenwood in een ontmoeting met Chelsea FC twee gele kaarten en werd ze in de 38ste minuut van het veld gestuurd door scheidsrechter Emily Heaslip. De eerste gele kaart was voor een overtreding, terwijl de tweede was voor tijdrekken nadat ze 26 seconden deed over het nemen van een vrije trap. Voorafgaand aan het seizoen waren scheidsrechters geïnstrueerd tijdrekken aan te pakken, maar Heaslips beslissing was controversieel, kreeg fikse kritiek en werd 'belachelijk' en 'shockerend' genoemd. Nadat eerste aanvoerder Steph Houghton was gestopt met voetballen, werd Greenwood als haar opvolger benoemd bij Manchester City op 20 september 2024.

## Statistieken
| Seizoen | Club              | Land      | Competitie          | Wedstrijden | Doelpunten |
| ------- | ----------------- | --------- | ------------------- | ----------- | ---------- |
| 2011    | Everton FC        | Engeland  | Super League        | 2           | 0          |
| 2012    | Everton FC        | Engeland  | Super League        | 10          | 0          |
| 2013    | Everton FC        | Engeland  | Super League        | 12          | 1          |
| 2014    | Everton FC        | Engeland  | Super League        | 14          | 0          |
| 2015    | Notts County FC   | Engeland  | Super League        | 14          | 1          |
| 2016    | Liverpool         | Engeland  | Super League        | 8           | 1          |
| 2017    | Liverpool         | Engeland  | Super League        | 6           | 2          |
| 2017/18 | Liverpool         | Engeland  | Super League        | 18          | 2          |
| 2018/19 | Manchester United | Engeland  | Super League        | 18          | 4          |
| 2019/20 | Manchester United | Engeland  | Super League        | 0           | 0          |
| 2019/20 | Olympique Lyon    | Frankrijk | Division 1 Féminine | 11          | 0          |
| 2020/21 | Manchester City   | Engeland  | Super League        | 18          | 0          |
| 2021/22 | Manchester City   | Engeland  | Super League        | 22          | 4          |
| 2022/23 | Manchester City   | Engeland  | Super League        | 21          | 0          |
| 2023/24 | Manchester City   | Engeland  | Super League        | 20          | 1          |
| 2024/25 | Manchester City   | Engeland  | Super League        | 12          | 0          |
| Totaal  | Totaal            | Totaal    | Totaal              | 206         | 16         |

Laatste update: 28 juli 2025

## Interlandcarrière

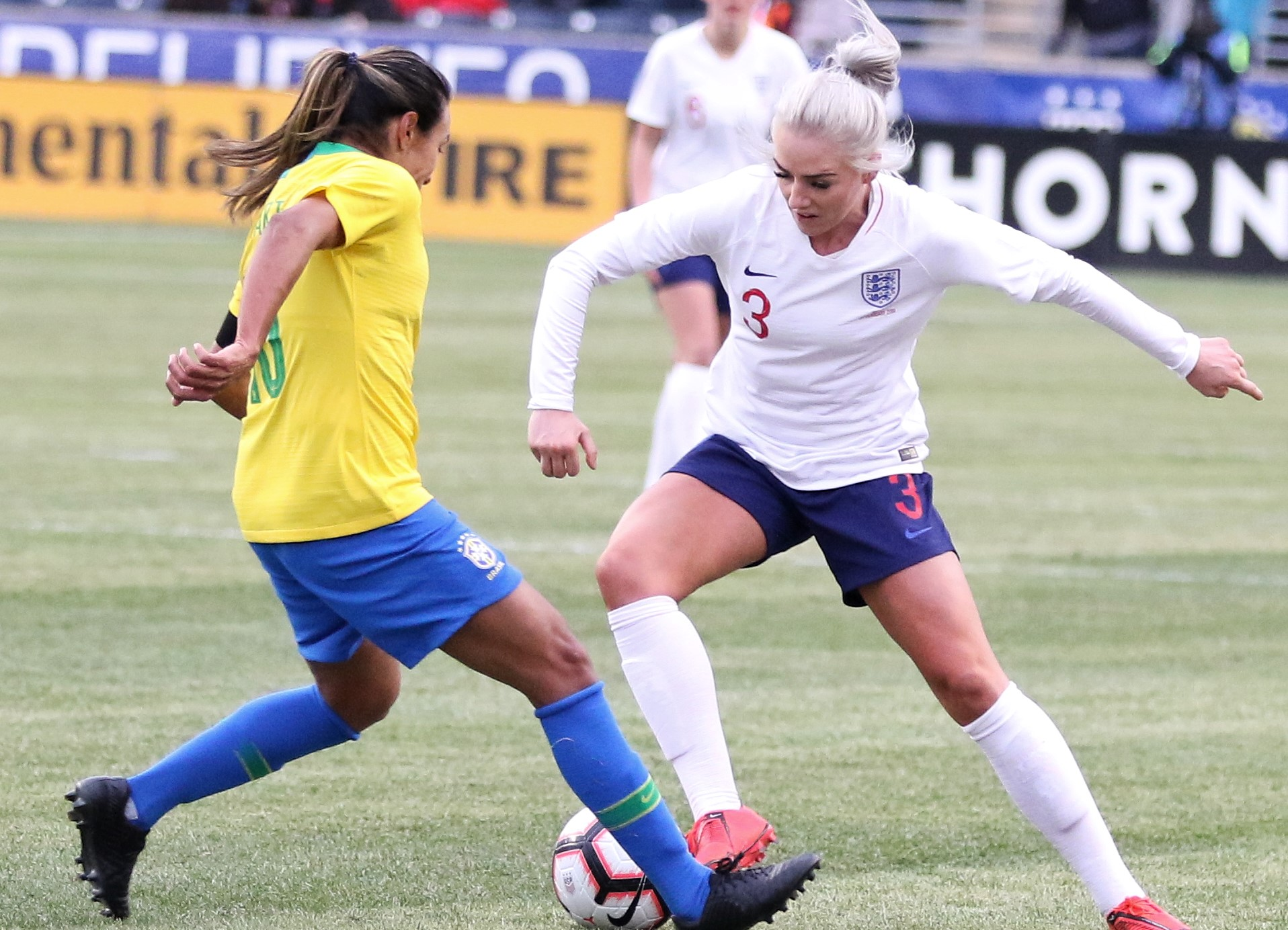
Greenwood (rechts) in een wedstrijd voor England in de SheBelieves Cup in 2019.

Greenwood werd voor het eerst opgeroepen voor het Engelse voetbalelftal voor de Cyprus Women's Cup in 2014. Ze maakte op dit toernooi haar debuut in een wedstrijd tegen Italië op 5 maart 2014. Greenwood maakte haar eerste interlanddoelpunt in een 10-0 overwinning op Montenegro.
In 2015 was Greenwood als jongste Engelse speelster actief op het WK 2015 nadat Claire Rafferty had afgezegd. Met Engeland won Greenwood een bronzen medaille nadat Duitsland in de troostfinale werd verslagen. Greenwood was de linksbenige speelster die de dode spelelementen voor haar rekening nam.
In 2019 was Greenwood onderdeel van de Engelse selectie die SheBelieves Cup in de Verenigde Staten wist te winnen. Hetzelfde jaar maakte ze onderdeel uit van de Engelse selectie op het WK 2019 in Frankrijk. Ze maakte het derde Engelse doelpunt in de achtste finales tegen Kameroen. Engeland eindigde het toernooi op de vierde plaats.
In 2022 was Greenwood ook aanwezig op het EK in eigen land. Op het EK 2022 werd Greenwood met haar land Europees kampioen na Duitsland in de finale na verlenging te hebben verslagen. Greenwood werd op plek 184 gezet in een lijst om de vijftigste verjaardag van de FA te vieren.  Tijdens de Arnold Clark Cup 2023 was ze voor het eerst aanvoerster van Engeland op 19 februari 2023. Eerder droeg ze de band ook na wisselbeurten van de andere aanvoerders, waaronder in de 20-0 overwinning op Letland op 30 november 2021. In die wedstrijd was ze de vierde speelster die aanvoerdersband droeg.
Op 31 mei 2023 werd Greenwood opgenomen in de Engelse selectie voor op het WK 2023 in Australië en Nieuw-Zeeland. Ze kwam in alle zeven wedstrijden van Engeland in actie en werd geroemd om haar positiespel, tackles en door de defensie splijtende passes. Door BBC Sport werd ze samen met Amanda Ilestedt opgenomen als centrale verdedigersduo van het toernooi. Engeland behaalde de finale op het WK 2023, waarin Spanje te sterk was. Greenwood liep een snee in haar wimper op, waardoor ze de wedstrijd eindige met bandage om haar hoofd.
Op 6 juni 2025 werd Greenwood opgenomen in de Engelse selectie voor op het EK 2025 in Zwitserland. Met haar land werd ze op 27 juli 2025 Europees kampioen door in de finale na penalty's af te rekenen met Spanje.
1 Earps ·
2 Bronze ·
3 Daly ·
4 Walsh ·
5 Greenwood ·
6 Bright ·
7 Mead ·
8 Williamson  ·
9 White ·
10 Stanway ·
11 Hemp ·
12 Carter ·
13 Hampton ·
14 Kirby ·
15 Stokes ·
16 Scott ·
17 Parris ·
18 Kelly ·
19 England ·
20 Toone ·
21 Roebuck ·
22 Wubben-Moy ·
23 Russo ·
Coach: Wiegman
1 Earps ·
2 Bronze ·
3 Charles ·
4 Walsh ·
5 Greenwood ·
6 Bright  ·
7 James ·
8 Stanway ·
9 Daly ·
10 Toone ·
11 Hemp ·
12 Nobbs ·
13 Hampton ·
14 Wubben-Moy ·
15 Morgan ·
16 Carter ·
17 Coombs ·
18 Kelly ·
19 England ·
20 Zelem ·
21 Roebuck ·
22 Robinson ·
23 Russo ·
Coach: Wiegman
1 Hampton ·
2 Bronze ·
3 Charles ·
4 Walsh ·
5 Greenwood ·
6 Williamson  ·
7 James ·
8 Stanway ·
9 Mead ·
10 Toone ·
11 Hemp ·
12 Le Tissier ·
13 Moorhouse ·
14 Clinton ·
15 Morgan ·
16 Carter ·
17 Agyemang ·
18 Kelly ·
19 Beever-Jones ·
20 Park ·
21 Keating ·
22 Wubben-Moy ·
23 Russo ·
Coach: Wiegman